# Christian Göbel (Philosoph)
Christian Göbel (* 1973 in Bochum) ist ein deutscher Philosoph und Theologe.

## Leben
Göbel studierte zunächst in Paderborn, München, Rom und Cambridge. 2001 wurde er am Päpstlichen Athenaeum Sant’Anselmo in Philosophie und 2012 an der Universität Leiden in Theologie promoviert. Danach war er an der Päpstlichen Lateranuniversität und am Päpstlichen Beda-Kolleg in Rom tätig. Gastaufenthalte führten ihn nach Boston, Sonada (Indien), Eichstätt und Rom.
Seit 2008 ist er Professor of Philosophy an der Assumption University in Worcester, Massachusetts (USA) und dort in das Friedens- und Konfliktstudienprogramm eingebunden. Darüber hinaus war er Direktor des Rom-Campus der Hochschule. Er ist gegenwärtig Direktor des Ecumenical Institute und Inhaber des D’Alzon-Lehrstuhls. Er war zudem Research Associate am Von Hügel Institute des St Edmund’s College, University of Cambridge. Seine Forschungsschwerpunkte sind u. a. Militärethik, antike Lebenskunstphilosophie und philosophische Grundlagen der Allerlösungslehre. Intensiv beschäftigte er sich mit den Philosophen Nietzsche und Kant sowie Anselm von Canterbury.
Göbel ist Oberstleutnant der Reserve des Heeres der Bundeswehr (Projektbereichsleiter am Zentrum für Militärgeschichte und Sozialwissenschaften der Bundeswehr) und hat 2014 als erster Deutscher die höchsten Gipfel der 50 US-Bundesstaaten erreicht.

## Schriften (Auswahl)
- Griechische Selbsterkenntnis: Platon, Parmenides, Stoa und Aristipp (= Ursprünge des Philosophierens, Bd. 3). Kohlhammer, Stuttgart 2002, ISBN 978-3-17-017590-7.
- Kants Gift. Wie die „Kritik der reinen Vernunft“ auf den „Index librorum prohibitorum“ kam. In: N. Fischer (Hrsg.): Kant und der Katholizismus (= Stationen einer wechselhaften Geschichte. Bd. 8). Herder, Freiburg 2005, 91-137, ISBN 978-3-451-28507-3.
- (Hrsg./Übers.): Leonardo Messinese: Die Gottesfrage in der Philosophie der Neuzeit (= Wissenschaftliche Abhandlungen und Reden zur Philosophie, Politik und Geistesgeschichte. Bd. 45). Duncker & Humblot, Berlin 2007, ISBN 978-3-428-12593-7.
- Antike und Gegenwart: Griechische Anmerkungen zu ethischen Fragen unserer Tage (= Philosophische Texte und Studien. Bd. 91). Olms, Hildesheim u. a. 2007, ISBN 978-3-487-13423-9.
- (Hrsg./Übers.): Leonardo Messinese: Heideggers Kritik der abendländischen Logik und Metaphysik: Ein kritischer Dialog (= Philosophische Schriften. Bd. 88). Mit einem Geleitwort von Friedrich-Wilhelm von Herrmann, Duncker & Humblot, Berlin 2015, ISBN 978-3-428-14511-9.
- Philosophie und Ökumene: Überlegungen zur Logik des Christentums im Ausgang von Anselm von Canterbury (= Münchner Theologische Beiträge. Bd. 16). Utz, München 2015, ISBN 978-3-8316-4468-1.
- Glücksgarant Bundeswehr?. Ethische Schlaglichter auf einige neuere Studien des ZMSBw im Kontext von Sinn und Glück des Soldatenberufs, Innerer Führung und Einsatz-Ethos. Eine Publikation des Zentrums für Militärgeschichte und Sozialwissenschaften der Bundeswehr, Hartmann, Miles-Verlag, Berlin 2016, ISBN 978-3-945861-19-6.
- Frankfurt and Beyond: Hierarchical Readings of Anselm's Analysis of Moral Choice; with a New Test Case for his Concept of Freedom. Saint Anselm Journal 14 (2018), 33-91, https://muse.jhu.edu/article/737778/pdf.
- Hrsg. (mit A. Dörfler-Dierken): Charakter – Haltung – Habitus. Persönlichkeit und Verantwortung im Militär (= Militär und Sozialwissenschaften, Bd. 55). Wiesbaden: Springer VS, 2022, ISBN 978-3-658-37248-4, https://link.springer.com/book/10.1007/978-3-658-37249-1.